# Šíd
Šíd (hongrois : Sátorosbánya) est un village de Slovaquie situé dans la région de Banská Bystrica.

## Histoire
La première mention écrite du village date de 1959.
La localité fut annexée par la Hongrie après le premier arbitrage de Vienne le 2 novembre 1938. En 1938, on comptait 982 habitants dont 12 d'origine juive. Elle faisait partie du district de Rimavská Sobota (hongrois : Rimaszombati járás). Le nom de la localité avant la Seconde Guerre mondiale était Šíd/Sid. Durant la période 1938 - 1945, le nom hongrois Gömörsid était d'usage. À la libération, la commune a été réintégrée dans la Tchécoslovaquie reconstituée.

## Démographie

### Évolution de la population
| Année:               | 1994. | 2004.   | 2014.    | 2024.    |
| -------------------- | ----- | ------- | -------- | -------- |
| Nombre de personnes: | 1082  | 1135    | 1284     | 1431     |
| Différence:          |       | +4,89 % | +13,12 % | +11,44 % |

| Année:               | 2023. | 2024.   |
| -------------------- | ----- | ------- |
| Nombre de personnes: | 1429  | 1431    |
| Différence:          |       | +0,13 % |